# Leonid Mironov
Leonid Vitalyevich Mironov (tiếng Nga: Леонид Витальевич Миронов; sinh ngày 14 tháng 9 năm 1998) là một cầu thủ bóng đá người Nga. Anh thi đấu cho F.K. Spartak-2 Moskva.

## Sự nghiệp câu lạc bộ
Anh có màn ra mắt tại Giải bóng đá Quốc gia Nga cho F.K. Spartak-2 Moskva vào ngày 24 tháng 3 năm 2018 trong trận đấu với F.K. Luch-Energiya Vladivostok.